# Seznam srbskih politikov
Seznam srbskih politikov (glej tudi: Seznam predsednikov vlade Srbije; Seznam hrvaških politikov, Seznam kosovskih politikov, Seznam bosanskohercegovskih politikov, Seznam črnogorskih politikov, Seznam madžarskih politikov, Seznam slovenskih politikov, Seznam makedonskih politikov, Seznam slovenskih politikov, Seznam bolgarskih politikov in Seznam romunskih politikov).

## A
- Dragoljub Acković
- Milan Aćimović
- Verona Ádám Bokros (V. Adam Bokroš)
- Radoslav Agatonović
- Predrag Ajtić
- (Stanoje Aksić)
- Judita Alargić Stambolić
- Miroslav Aleksić
- Danilo Aleksijević
- Miloš Aligrudić
- Dušan Đ. Alimpić
- Dušan Alimpić
- Miša Anastasijević
- Radmila Anđelković
- Zoran Anđelković
- Aleksandar Antić
- Risto Antunović - Baja
- Dragoljub Aranđelović
- Ljiljana Aranđelović
- Zoran Aranđelović
- Veroljub Arsić
- Jovan Atanacković
- Marko Atlagić
- Jovan Avakumović
- Dragoslav Avramović?
- Mihailo Avramović

## B
- (Milan Babić)
- Spasenija Cana Babović
- Ljubomir Bajalović
- Dušan Bajatović
- Jurij Bajec (ekonomist slov. porekla)
- Jovo Bakić
- Aleksandar Bakočević
- Imre Balint
- Aleksandar Banjanac
- Milan Bartoš?
- Milovan Batanović
- Vladan Batić (& Olgica Batić)
- Dušan Batrić
- (Vlajko Begović)
- Grozdana Belić-Penezić
- Jovan Belimarković
- Jovan Beljanski-Lala
- Mihail Berendjija
- Đorđe Blagojević
- Milan Blagojević - Španac
- Dušan Bogdanov
- Bogdan Bogdanović
- Nenad Bogdanović
- Radmilo Bogdanović
- Mihailo Bogičević
- Milan Bogićević
- Valtazar Bogišić
- Adam Bogosavljević
- Snežana Bogosavljević Bošković
- Milenko Bojanić
- Vladan Bojanić
- Zoran Bojanić
- Josif Bojinović
- Mateja-Mata Bošković
- Stanislav Bošković
- Stojan Bošković
- Milan Božić
- Elena Božić-Talijan
- Aleksandar Božović
- Radoman Božović
- Srđa Božović
- (Bracan Bracanović)
- (Dušan Brkić)
- Ana Brnabić
- (Josip Broz-Tito)
- Josip Broz (vnuk)
- Emilija Bruner-Bala
- Predrag Bubalo
- (Srđan Budisavljević)
- Arsa Budovalčev
- Milić Bugarčić
- Dejan Bulatović
- (Miodrag Bulatović)
- (Rade Bulatović)

## C
- Miloš Carević
- Dušan Cekić
- (Marko Cemović)
- Đorđe Cenić
- Miloš Cerović
- Krsta Cicvarić?
- Aleksandar Cincar-Marković
- Dimitrije Cincar-Marković
- Bogdan Crevar
- Dimitrije Crnobarac
- Vaso Crnogorčević?
- Kosta Cukić
- Djura Cvejić (1847-1897)
- Bosa Cvetić
- Dragiša Cvetković
- Mirko Cvetković
- Živojin Cvetković
- Sreten Cvijović
- Željka Cvijanović

## Č
- Goran Čabradi
- Mirko Čanadanović
- Branislav Čanak
- Nenad Čanak
- Dejan Čapo
- Ilija Čarapić
- Petar Čarnojević
- Dragan Čavić
- Kosta Čavoški
- Dušan Čkrebić
- Momo Čolaković
- (Rodoljub Čolaković)
- Ljiljana Čolić
- Gordana Čomić
- Aleksandar Čotrić
- Đorđe Čović
- Nebojša Čović
- Branko Čubrilović
- Vaso Čubrilović
- Aćim Čumić

## Ć
- Goran Ćirić
- Stevan Ćirić
- Radivoj Ćirpanov
- Vladimir Ćorović
- Dobrica Ćosić
- Mirko Ćuković

## D
- Ivica Dačić
- (Milan Daljević)
- (Vlado Dapčević)
- (Refki Dauti)
- Tijana Davidovac
- Dimitrije Davidović
- Ljubomir Davidović (Ljuba Davidović)
- Radivoj Davidović - Kepa
- Lazar Dedijer
- (Vladimir Dedijer)
- Božidar Delić
- (Juraj Demetrović)
- (Uroš Desnica)
- Ljuba Didić
- Bojan Dimitrijević
- Dragutin Dimitrijević Apis
- Lazar Dimitrijević
- Miša Dimitrijević
- Sergije Dimitrijević?
- Ivana Dinić
- Tanasije Dinić
- Mlađan Dinkić
- Jovan Djaja
- Sandor Dobo
- Stojimir Dobrosavljević
- Petar Dobrović
- (Milorad Dodik)
- Lazar Dokić
- Stevan Doronjski - "Franja"
- Jovan Doroški
- Milutin Dragović
- Radovan Dragović
- Diana Dragutinović
- (Branko Drašković)
- Milorad Drašković
- Vuk Drašković (& Danica Drašković)
- Janko Drča
- Milovan Drecun
- Đorđe Drenovac
- Milojko Drulović - Čiča
- Jovan Dučić
- Dragojlo Dudić
- Momčilo Dugalić?
- (Rato/mir/ Dugonjić)
- Ivana Dulić-Marković
- Oliver Dulić
- Bogdan Dunđerski
- Radoslav Dunjić
- Esad Džudžo
- Nikola Džuverović

## Đ
- Jovan Đaja
- Jovan Đajić
- Dubravka Đedović Handanović
- Života Đermanović
- Dragan Đilas
- (Milovan Đilas)
- Zoran Đinđić
- Dragan Đokanović
- Petra Đoković
- Dragoslav Đorđević
- Ivan Đorđević
- Jovan Đorđević
- Milorad Đorđević
- Vladan Đorđević
- Zoran Đorđević
- Vladimir Đukanović
- Đorđe Đukić
- Ilija Đukić
- Slavica Đukić Dejanović
- Milica Đurđević
- Nikola Đurđević
- Marko Đuričić
- Vojin Đuričić
- Marko Đuričin
- Mil(ov)an Đurić
- Milislav Đurić - Pavle
- Rajko Đurić
- Mihailo Đurović

## E
- Sándor Egeresi (Šandor Egereši)
- Emir Elfić
- Sredoje Erdeljan
- Bogdan Eremić

## F
- Toma Fila
- Roman Filipčev
- Filip Filipović
- Krsto Filipović
- (Nikola Filipović)
- Srbislav Filipović
- Dubravka Filipovski (r. Čekanović)
- Aleksandar Fira
- Konstantin Fotić
- Dragutin Franasović

## G
- Radiša Gačić
- Jeremija Gagić
- Gorica Gajević
- Ilija Garašanin
- Milutin Garašanin
- Bratislav Gašić
- Jovan Gavrilović
- Mihailo Gavrilović
- Milan Gavrilović
- Žarko Gavrilović
- Djordje Genčić
- Gligorije "Giga" Geršić/Gliša Geršić
- Kosta Glavinić
- Dušan Gligorijević
- Slobodan Gligorijević
- Vladimir Gligorov
- Vaso Glušac
- Vladimir Goati?
- Maja Gojković
- Žika Gojković
- Zagorka Golubović
- (Ivan Gošnjak)
- Petar Gračanin
- Toma Granfil
- Pavle Grbović
- (Vasilij Grđić)
- Milan Grol
- Suzana Grubješić
- Slobodanka Gruden
- Jevrem Grujić
- Radovan Grujić
- Sava Grujić
- Slavko Grujić
- Boža Grujović
- Aćim Grulović
- Nikola Grulović
- Veljko Guberina
- Miladin Gvozdenov

## H
- Aćif Hadžiahmetović (Aćif Bljuta)
- (Goran Hadžić)
- Miloš Hadžić ?
- Stevan Hadžić
- Katalin Hajnal
- Riza Halimi
- Hilmija Hasanagić
- Tahir Hasanović
- Selmo Hašimbegović
- (Fadil Hodža/Hoxha)
- (Mehmet Hoxha/Mehmed Hodža)
- Svetislav Hođera
- Đura Horvatović
- Jovan Hranilović
- Filip Hristić
- Kosta Hristić
- Nikola Hristić
- Radmila Hrustanović

## I
- Ljubiša Igić
- Branislav Ikonić
- Velimir Ilić
- Vlada Ilić
- Enis Imamović
- Pavluško Imširović
- Slobodan Inić
- Dragiša Ivanović
- Oliver Ivanović
- Branislav Ivković
- Estera Ivković
- Marinko Ivković
- Branko Ivošević?

## J
- Dušan Jakovljev
- Svetolik Jakšić
- Vojislav Janjić
- Krsto Janjušević
- Aleksa Janković
- Branimir Janković?
- Đura Janković
- Marko Janković
- Paun Janković
- Saša Janković
- Vladeta Janković
- Mihailo Javorski
- Gligorije Jeftanović
- Desimir Jeftić "Desko"
- Uroš Jekić
- Borivoje Jelić
- Vuk Jeremić
- Dobroslav Jevđević
- Bogoljub D. Jevtić
- Bora Jevtić
- Vladimir Jevtić
- Dragan Jočić
- Đurica Jojkić
- Vukašin Jokanović
- Jadranka Joksimović
- Srboljub Josipović
- Milenko Jovanov
- Aleksa Jovanović
- (Batrić Jovanović)
- Branimir Jovanović
- Čedomir Jovanović
- Isa Jovanović
- Dragoljub Jovanović
- Dragomir Dragi Jovanović
- Jovan Jovanović Pižon
- Kosta Jovanović
- Ljubomir Jovanović
- Ljubomir Jovanović - Čupa
- Miloš Jovanović
- Nataša Jovanović
- Nikola Jovanović - Amerikanac?
- Pavle (Paja) Jovanović
- Radoš Jovanović - Selja
- Rajko Jovanović
- Rista Jovanović
- Slobodan Jovanović
- Vladimir Jovanović
- Vladislav Jovanović
- Živadin Jovanović
- Živko Jovanović
- Živorad-Žikica Jovanović -Španac
- Borisav Jović
- Mirko Jović
- (Pavle Jovićević)
- Igor Jovičić
- Desimir Jovović - Čiča
- Balint Juhas (Bálint Juhász)
- (Marko Jurić)

## K
- Triša Kaclerović
- Ljubomir Kaljević
- Milan Kapetanović
- Živko Karabiberović
- (Radovan Karadžić)
- Karađorđe (Đorđe Petrović)
- Karađorđevići (Aleksandar Karađorđević; Aleksandar (I.) Karađorđević; Petar I. Karađorđević; Petar II. Karađorđević; Pavle Karađorđević)
- Đoka Kara-Jovanović
- Jevstatije Karamatijević
- Bogoljub Karić
- Dragomir Karić
- Milanka Karić
- József Kasza
- Dimitrije Katić
- (Vojislav "Đedo" Kecmanović)
- Danilo Kekić
- Maćaš Kelemen
- Mihalj Kertes
- Branko Kijurina
- Ljubomir Klerić
- Branko Kljajić
- Jelka Kljajić-Imširović?
- Nikola Kmezić
- (Nikola Koljević)
- Petar Konjović
- Mihailo Konstantinović
- Nenad Konstantinović
- Stanislav Kopčok?
- Miodrag Koprivica
- Vitomir Korać?
- Žarko Korać
- Sava Kosanović
- (Dragutin Kosovac -"Braco")
- Jugoslav Kostić
- Bojan Kostreš
- Vojislav Koštunica
- Budimir Košutić
- Elvira Kovács
- Lászlo Kovács
- Mihajlo Kovač
- Oskar Kovač
- Vesna Kovač
- Bogosav (Boško) Kovačević
- Milorad Kovačević
- (Nikola Kovačević 1894-1979)
- Sreten Kovačević "Sreta"
- Živorad Kovačević
- (Momčilo Krajišnik)
- Janićije Krasojević
- Jovan Krkobabić
- Milan Krkobabić
- Svetislav Krstić
- Uroš Krulj
- Boško Krunić
- Spasoje Krunić
- Bogoljub Kujundžić
- Milan Kujundžić Aberdar
- Kosta Kumanudi
- Bora Kuzmanović
- Slavko Kuzmanović?

## L
- Miroljub Labus
- Jovan Lalošević
- Slobodan Lalović
- Dragiša Lapčević
- Jovan Latinčić
- Lazar Latinović?
- Đorđe Lazić
- Radomir Lazović
- Petar Leković
- Voja Leković - Miće
- Zoran Lilić
- Miodrag Linta
- Rasim Ljajić
- Draga Ljočić Milošević
- Đura Ljočić
- Dimitrije Ljotić
- Nikola Ljubičić
- Vukašin Lončar
- Zlatibor Lončar
- Zoran Lončar
- Koviljko Lovre
- Sima Lozanić
- Predrag Lukić
- Sreten Lukić?
- Vojin Lukić
- Vojo (Vojislav) Lukić (?)
- Zoran Lutovac

## M
- Đuro Macut
- Dimitrije Magarašević
- Nandor Major
- Milivoje Maksić
- Božidar (Boža) Maksimović
- Luka Maksimović - Beli (?)
- Siniša Mali
- (Branko Mamula)
- Joca Manojlović
- Dimitar Manov
- Živan Marelj
- Milovan Marinković
- Pavle Marinković
- Vojislav Marinković
- Jovan Marinović
- Mihailo Marjanović
- Mirko Marjanović
- Božidar Marković
- Dragoslav "Draža" Marković
- Jevrem Marković
- Koca Marković
- Lazar Marković
- Ljubiša Marković
- Mihailo Marković
- Mirjana "Mira" Marković
- Moma Marković
- Nikola "Koča" Marković
- Predrag Marković
- Ratko Marković
- Sima Marković
- Stojan Marković
- Svetozar Marković
- Svetozar-Toza Marković
- Svetozar Marović
- Dragan Maršićanin
- (Milan Martić)
- Aleksandar Martinović
- Stipan Marušić
- Mateja Matejić
- Dimitrije Matić
- Svetomir Matić
- Miloš Matijević
- Dobrica Matković
- Ivan Melvinger
- Nataša Mićić
- Dragoljub Mićunović
- Dragoljub "Draža" Mihailović
- Ljubomir Mihailović
- Pavle Mihailović (Paja Mijailović)
- Stefan "Stevča" Mihailović
- Vojislav Mihailović
- Dejan Mihajlov
- Andrija Mihajlović
- Dušan Mihajlović
- Zorana Mihajlović
- Ljubica Mihić
- Cvijetin Mijatović- Majo
- Čedomilj Mijatović
- Đoka Mijatović
- Aleksandar Mijović
- Milorad Mijović
- Lazar Mijušković
- Milorad Milatović -Mile
- Dragoljub "Dragi" Milenković
- Milija Miletić
- Slavko Miletić
- Svetozar Miletić
- Ivan Milićević
- Leposava Milićević
- Nikola Milićević
- Srđan Milivojević
- Mita Miljković
- Radivoje Milojković
- Čedomir "Čeda" Milosavljević
- Danica Milosavljević
- Ljubinka Milosavljević
- Milosav Milosavljević
- Miloš Milosavlević
- Tomica Milosavljević
- Svetislav Tisa Milosavljević
- (Borislav Milošević)
- Milutin Milošević
- Nikola Milošević
- Raša Milošević
- Sima Milošević
- Slobodan Milošević
- Milan Milovanović
- Milovan Milovanović
- Mladen Milovanović
- Petar Milovanović
- Milan Milutinović
- Tibor Minda
- Milka Minić
- Milomir Minić
- Miloš Minić
- Stevan Mirković
- Dejan Mirović
- Igor Mirović
- Tanja Miščević
- Živojin Mišić (vojvoda)
- Jovan Mišković
- Aleksandar Mitrović
- Dobra Mitrović

- Mitra Mitrović
- Gorica Mojović
- Vilmoš Molnar
- Miloš Moskovljević
- Ivan Mrkić
- Milutin Mrkonjić
- Luka Mrkšić
- (Dušan Mugoša)
- Dragoslav Mutapović

## N
- Franjo Nađ
- Radomir Naumov
- (Bogoljub Nedeljković)
- Radislav Nedeljković
- Milan Nedić
- Aleksandar Nenadović
- Jakov Nenadović
- Matija Nenadović
- Milijan Neoričić
- Branimir Nestorović
- Đorđe Nestorović
- Milan Nešić
- Blagoje Nešković
- (Radovan Ničić)
- Marko Nikezić
- Petar Nikolajević - Moler
- Svetomir Nikolajević
- Andra Nikolić
- Milan Nikolić
- Tomislav Nikolić
- Trifun Nikolić
- Đuro Ninčić
- Momčilo A. Ninčić
- Đurđe Ninković
- Milica Ninković ?
- Srđan Nogo
- Borislav Novaković
- Kosta Novaković
- Marko Novaković
- Stojan Novaković

## O
- Boško Obradović
- Vladimir Obradović
- Dositej Obradović
- Marija Obradović
- Aleksandar Obrenović
- Mihajlo Obrenović
- Milan Obrenović
- Miloš Obrenović
- Dragomir Olujić-Oluja?
- (Stanko Opačić-Ćanica)
- Vladimir Orlić
- Ognjeslav Utješenović Ostrožinski

## P
- Laza Paču
- (Đoko Pajković)
- Bojan Pajtić
- Milan Panić
- Milan Pantić
- Ljubomir Pantić
- Antonije Pantović (črnog.rodu)
- Radovan Pantović (črnog.rodu)
- Radovan Papić (bos.herc.-srb.)
- Pavle Papp Šiljo
- Borislav Paravac
- Milan Parivodić
- Blagoje Parović
- István Pásztor (Ištvan Pastor)
- Najdan Pašić
- Nikola Pašić
- Svetislav Paunović
- (Mišo Pavićević)
- Borislav Pavlović
- Dragan Pavlović — Šilja
- Dragiša Pavlović
- Dragoljub Pavlović
- Milorad Pavlović — Krpa
- Pavle Pavlović
- Miroslav Pečujlić
- Vaso Pelagić
- Borislav Pelević
- Slobodan Penezić - Krcun
- Ninko Perić
- Nikola Perišić
- Latinka Perović
- Leposava (Lepa) Perović
- Milivoje Perović
- Boško Perošević
- Branko Pešić
- Dragiša Pešić
- (Milorad Pešić)
- Vesna Pešić
- Zagorka Pešić Golubović?
- Ivan Petković
- Vaso Petričić (srbsko-slovenski)
- Živko Petričić
- Nikola Petronić
- Avram-Ćaja Petronijević
- Branislav Petronijević?
- Dušan Petrović - Šane
- Dušan Petrović
- Đorđe Petrović - Karađorđe
- Milivoje Petrović Blaznavac
- Milutin Petrović
- Nastas Petrović
- Ninko Petrović
- Slavoljub Petrović
- Slobodan Petrović
- Vukašin Petrović
- Moša Pijade
- Obrad Piljak
- Milan Piroćanac
- Zoran Pjanić
- (Biljana Plavšić)
- Čedomir Ćeda Plećević
- Mihailo Polit-Desančić
- Zdravko Ponoš
- (Nikola Poplašen)
- Nebojša Popov
- Aleksandar Popović
- Daka Popović
- Dejan Popović
- Dimitrije Popović
- Dušan A. Popović
- Koča Popović
- (Miladin Popović)
- Milentije Popović
- Mirko Popović
- Nebojša Popov
- Nenad Popović
- Pavle Popović
- Srđa Popović
- Velimir Popović
- (Vladimir Popović)
- Branko Pribičević?
- Ognjen Pribićević
- Svetozar Pribićević
- Jaša Prodanović
- Đorđe Protić
- Kosta Protić
- Milan St. Protić
- Stojan Protić
- (Đuro Pucar - Stari)
- Dušan Puđa
- Božidar Purić
- Danilo Purić

## R
- (Puniša Račić)
- Damjan Radenković
- Stojan Radenović
- Vjerica Radeta
- Dobrivoj Radić
- Jovan Radić
- Živko Radišić
- Jovan Radivojević
- Nebojša Radmanović
- Stanko Radmilović
- Miloš Radojčin
- Zoran Radojičić
- Miloš Radojković (prof. prava)
- Miljko Radonjić
- Dobrivoje Radosavljević - Bobi
- Đorđe Radosavljević
- Ljubomir Radovanović
- Milija Radovanović
- Radomir Radović?
- Radomir Radujkov
- Milan Radulović
- Miloš Radulović
- Saša Radulović
- Živojin Rafajlović
- Ilija Rajačić
- Josif Rajačić (patriarh)
- Ištvan Rajcan
- Arnold Rajh
- Svetislav Rajić
- Cvětko Rajović
- Milan Rakas
- Dragana Rakić
- Katarina Rakić
- Slobodan Rakitić
- Aleksandar Ranković
- (Jovan Rašković)
- Sanda Rašković Ivić
- Slavoljub Rašković
- Mihajlo Ratković
- Radoslav Ratković?
- Željko Ražnatović - Arkan??
- Petar Relić - Čeda
- (Milanko Renovica)
- Stojan Ribarac
- Darko F. Ribnikar ?
- Vladislav F. Ribnikar ?
- Vladislav Ribnikar
- Marjan Rističević
- Dušan Ristić
- Jovan Ristić
- Ljubiša Ristić
- Paško Romac
- Branko Ružić

## S
- Ida Sabo (Szabó)
- Slobodan Samarđić
- Miloš Savčić
- Pavle Savić
- Nikola Selaković
- Mihalj Servo
- Aleksa Simić
- Đorđe Simić
- Stanoje Simić
- Vladimir Simić
- Ana Simonović
- Dušan Simović
- Jovan Skerlić
- Dragoslav Smiljanić
- Milan Smiljanić
- Živorad Smiljanić
- Zoran Sokolović
- Rudi Sova
- Nikola Spasić
- Jon (Ion) Srbovan
- Srđan Srećković
- Milan Srškić
- Nikola Srzentić
- Sreta Stajić
- Milan Stamatović
- Ivan Stambolić
- Petar Stambolić
- Dragi Stamenković
- Kosta Stamenković
- Nikola Stamenković
- Jovica Stanišić
- Đuro Stanković
- Siniša Stanković
- Zoran Stanković
- Aca Stanojević
- Marinko Stanojević
- Jovan Stanojković Dovezenski
- Borislav Stefanović
- Borko Stefanović
- Nebojša Stefanović
- Stefan Stefanović Tenka
- Svetislav Stefanović - Ćeća
- Danilo Stefanović
- Nikola Stevanović
- Veroljub Stevanović
- Luka Stević
- Aleksandar Stojačković
- Milan Stojadinović
- Milosav Stojadinović
- Dimitrije Stojaković
- Đorđe Stojaković
- Krunoslav Stojaković?
- Kosta Stojanović
- Ljubomir Stojanović
- Mihajlo Stojanović
- Momir Stojanović
- Nikola M. Stojanović
- Radoslav Stojanović
- Stanislav Stojanović
- Svetozar Stojanović
- Radovan Stojičić - Badža
- Milutin Stojković
- Zoran Stojković
- (Velimir Stojnić)
- Đorđe Stojšić
- Đorđe Stratimirović
- Jovan Subotić
- Goran Svilanović

## Š
- Nikola Šainović
- Srđan Šajn
- Zoran Šami
- Aleksandar Šapić
- Mirko Šarović
- Nemanja Šarović
- (Murad Šećeragić)
- Slavko Šećerov
- Berislav Šefer
- Aleksandar Šešelj
- Vojislav Šešelj
- Aleksandar Šević
- Bogoljub Šijaković
- Nedeljko Šipovac
- Branislav Škembarević
- Petar Škundrić
- Milovan Šogorov
- (Josip Šokčević)
- Dejan Šoškić
- Pal Šoti (Sóti Pál)
- Miroslav Španović
- Janoš Šreder
- Vladimir Štambuk
- Ilija Šumenković
- Stevan Šupljikac
- Dragan Šutanovac
- Mihailo Švabić

## T
- Jorgovanka Tabaković
- Boris Tadić
- Ljubomir Tadić (1925–2013)
- Ranko Tajsić
- Petar Tatić
- Kosta Taušanović
- Sava Tekelija
- Dušan Teodorović
- Mirko Tepavac
- Marinika Tepić
- Božidar Terzić
- Aleksandar Tijanić
- Geza Tikvicki
- Dragan Todorović
- Mihailo "Mika" Todorović
- Mijalko Todorović - "Plavi"
- Miloje Todorović
- Pera Todorović
- Mira Tokanović
- Dragan Tomić
- Jaša Tomić
- Jevrem Tomić
- Milica Tomić
- Momir Tomić - "Moša"
- Ivica Tončev; Novica Tončev
- Živko Topalović
- Marko Trifković
- Bogdan Trifunović
- Ilija Trifunović
- Miloš "Miša" Trifunović
- Mitar Trifunović
- Sergej Trifunović
- Zaharije Trnavčević
- Dimitrije Tucović
- Srbijanka Turajlić
- Milena Turk

## U
- (Gojko Ubiparip)
- Vanja Udovičić
- Kori Udovički
- Sulejman Ugljanin
- Milan Ulmanski
- Milorad Unković
- Slobodan Unković
- Radivoj Uvalić
- (Milan Uzelac)
- Nikola Uzunović

## V
- Đorđe Vajfert
- (Ilija Vakić)
- Dušan Vasiljević
- Živan Vasiljević
- Milojko Vasović
- (Dragan Velić)
- Petar "Pera" Velimirović
- Dragan Veselinov
- Jovan Veselinov - Žarko
- Slavko Veselinov
- Dobrica Veselinović
- Goran Vesić
- Milenko Vesnić
- Dobrivoje Vidić - "Baja"
- (Ivo Visković)
- Pera Velimirović
- Predrag Vladisavljević
- (Veljko Vlahović)
- Milorad Vlajković
- Radovan Vlajković
- Tihomir Vlaškalić
- Milorad Vlaškalin
- (Todor Vujasinović Toša)
- (Atanasije Vojislavić Šola)
- Voja Vucelić
- Milorad Vučelić
- Miloš Vučević
- Aleksandar Vučić
- Toma Vučić Perišić
- Mihailo Vujić
- Milorad Vujičić
- Franjo Vujkov
- Dušan Vujović
- Irena Vujović
- Lazar Vukičević
- Velimir (Veljko) Vukićević - "Velja"
- Stanojlo Vukčević
- Vojislav Vukčević
- (Svetozar Vukmanović)
- (Boro Vukmirović)
- Sreten Vukosavljević
- Vladan Vukosavljević
- Slobodan Vuksanović
- Aleksandar Vulin
- Ljubomir Vulović
- Velisav Vulović

## Z
- Veda Zagorac
- Vladan Zagrađanin
- Miodrag Zečević
- Slavko Zečević
- Vladimir (Vlada) Zečević
- (Veljko Zeković)
- Dragutin Zelenović
- Nebojša Zelenović
- Žarko Zrenjanin - Uča
- Muamer Zukorlić, Usame Zukorlić

## Ž
- (Miloš Žanko)
- (Rade Žigić)
- Tomislav Žigmanov
- Jeremija Živanović
- Ljubomir Živković
- Petar Živković
- Zoran Živković (politik)
- Miladin Životić
- Zoran Žižić
- Aleksa Žujović
- Jovan Žujović
- Sreten Žujović - Crni